# Barcelos (Portugal)
Barcelos es una ciudad portuguesa del distrito de Braga, en la Región estadística del Norte (NUTS II) y comunidad intermunicipal del Cávado (NUTS III), con unos 60 000 habitantes en su núcleo principal.
Es la capital de un municipio de 378,70 km² de extensión y una población de 124 555 habitantes (2008), subdividido en 61 parroquias (freguesias) lo que le hace el municipio con mayor número de parroquias de todo el país. 
El municipio de Barcelos recibió sus fueros de mano del rey Alfonso I de Portugal en 1140.
La ciudad está asociada a la leyenda del Gallo de Barcelos, el cual constituye a su vez uno de los símbolos más distintivos de Portugal.
En la antigua Casa de los Mendanhas, de la parroquia de Barcelos se encuentra instalado desde 1963 el Museu Regional de Cerâmica Popular, más conocido como museu de Olaria.

## Historia
Originalmente un asentamiento romano, se expandió y se convirtió en la sede del Primer Duque de Braganza en el siglo XV. El palacio de los duques de Braganza fue destruido por un terremoto en 1755 y ahora es un museo al aire libre.

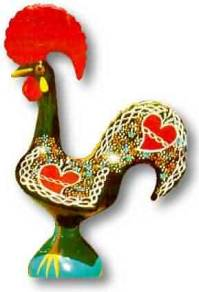
Galo de Barcelos, a menudo se utiliza como símbolo de Portugal

El famoso símbolo de la ciudad es un gallo, en portugués llamado o galo de Barcelos ("el gallo de Barcelos"). Una de las muchas versiones de esta leyenda cuenta que un hombre rico dio una gran fiesta. Cuando la fiesta terminó, el hombre rico se dio cuenta de que un invitado le había robado la cubertería de plata. Acusó a un peregrino y lo llevó a juicio. Éste protestó por su inocencia, pero el juez no le creyó. El juez estaba a punto de comer un gallo asado cuando el peregrino dijo: "Si soy inocente, este gallo cantará tres veces". Cuando el peregrino estaba a punto de ser linchado, el gallo cantó. El juez liberó al peregrino. La historia termina unos años después, cuando el peregrino regresó e hizo una estatua sobre el suceso.[cita requerida] El pueblo permanece en el Camino Portugués de Santiago.

## Clima
Barcelos tiene un clima mediterráneo (Köppen: Csb), con veranos cálidos y secos, e inviernos suaves y lluviosos.
| Parámetros climáticos promedio de Barcelos, 1985-2021 | Parámetros climáticos promedio de Barcelos, 1985-2021 | Parámetros climáticos promedio de Barcelos, 1985-2021 | Parámetros climáticos promedio de Barcelos, 1985-2021 | Parámetros climáticos promedio de Barcelos, 1985-2021 | Parámetros climáticos promedio de Barcelos, 1985-2021 | Parámetros climáticos promedio de Barcelos, 1985-2021 | Parámetros climáticos promedio de Barcelos, 1985-2021 | Parámetros climáticos promedio de Barcelos, 1985-2021 | Parámetros climáticos promedio de Barcelos, 1985-2021 | Parámetros climáticos promedio de Barcelos, 1985-2021 | Parámetros climáticos promedio de Barcelos, 1985-2021 | Parámetros climáticos promedio de Barcelos, 1985-2021 | Parámetros climáticos promedio de Barcelos, 1985-2021 |
| Mes                                                   | Ene.                                                  | Feb.                                                  | Mar.                                                  | Abr.                                                  | May.                                                  | Jun.                                                  | Jul.                                                  | Ago.                                                  | Sep.                                                  | Oct.                                                  | Nov.                                                  | Dic.                                                  | Anual                                                 |
| ----------------------------------------------------- | ----------------------------------------------------- | ----------------------------------------------------- | ----------------------------------------------------- | ----------------------------------------------------- | ----------------------------------------------------- | ----------------------------------------------------- | ----------------------------------------------------- | ----------------------------------------------------- | ----------------------------------------------------- | ----------------------------------------------------- | ----------------------------------------------------- | ----------------------------------------------------- | ----------------------------------------------------- |
| Temp. media (°C)                                      | 9.0                                                   | 9.9                                                   | 12.0                                                  | 13.3                                                  | 16.1                                                  | 18.8                                                  | 20.7                                                  | 20.5                                                  | 19.0                                                  | 15.9                                                  | 12.0                                                  | 9.9                                                   | 14.8                                                  |
| Precipitación total (mm)                              | 175.0                                                 | 138.1                                                 | 116.7                                                 | 125.9                                                 | 88.3                                                  | 40.9                                                  | 25.2                                                  | 28.0                                                  | 67.1                                                  | 178.2                                                 | 185.9                                                 | 182.8                                                 | 1352.1                                                |
| Fuente: Portuguese Environment Agency                 |                                                       |                                                       |                                                       |                                                       |                                                       |                                                       |                                                       |                                                       |                                                       |                                                       |                                                       |                                                       |                                                       |

## Demografía
| Gráfica de evolución demográfica de Barcelos entre 1801 y 2021 |
|                                                                |
| Datos según el nomenclátor publicado por el INE portugués.     |

## Freguesias
Las freguesias de Barcelos son las siguientes:
- Abade de Neiva
- Aborim
- Adães
- Airó
- Aldreu
- Alheira e Igreja Nova
- Alvelos
- Alvito (São Pedro e São Martinho) e Couto
- Arcozelo
- Areias
- Areias de Vilar e Encourados
- Balugães
- Barcelinhos
- Barcelos, Vila Boa e Vila Frescainha (São Martinho e São Pedro)
- Barqueiros
- Cambeses
- Campo e Tamel (São Pedro Fins)
- Carapeços
- Carreira e Fonte Coberta
- Carvalhal
- Carvalhas
- Chorente, Góios, Courel, Pedra Furada e Gueral
- Cossourado
- Creixomil e Mariz
- Cristelo
- Durrães e Tregosa
- Fornelos
- Fragoso
- Gamil e Midões
- Gilmonde
- Lama
- Lijó
- Macieira de Rates
- Manhente
- Martim
- Milhazes, Vilar de Figos e Faria
- Moure
- Negreiros e Chavão
- Oliveira
- Palme
- Panque
- Paradela
- Pereira
- Perelhal
- Pousa
- Quintiães e Aguiar
- Remelhe
- Roriz
- Santa Eugénia de Rio Covo
- Santa Maria de Galegos
- São Martinho de Galegos
- São Veríssimo de Tamel
- Sequeade e Bastuço (São João e Santo Estêvão)
- Silva
- Silveiros e Rio Covo (Santa Eulália)
- Tamel (Santa Leocádia) e Vilar do Monte
- Ucha
- Várzea
- Viatodos, Grimancelos, Minhotães e Monte de Fralães
- Vila Cova e Feitos
- Vila Seca

## Ciudades hermanadas
- Portal:Portugal. Contenido relacionado con Portugal.
- Vierzon, Francia
- Pontevedra, España
- São Domingos, Cabo Verde
- El Jadida, Marruecos
- Recife, Brasil
- Svishtov, Bulgaria